# Sonate K. 403
La sonate K. 403 (F.349/L.470) en mi majeur est une œuvre pour clavier du compositeur italien Domenico Scarlatti.

## Présentation
La sonate K. 403, en mi majeur, notée Allegro, forme un couple avec la sonate suivante. Elle figure parmi les pièces les plus caractéristiques des volumes VIII et IX du manuscrit de Venise, copiés en 1754 pour l'usage de Maria Barbara, reine d'Espagne. Scarlatti fait appel à toutes les possibilités d'écriture pour le clavier et les grands sauts y abondent. La structure est simple et symétrique, comme sa consœur. La sonate commence par une figure d'arpèges ascendants qui exploite tout le clavier, le compositeur disposant apparemment d'un instrument plus large pour exécuter ses dernières œuvres.

## Manuscrits

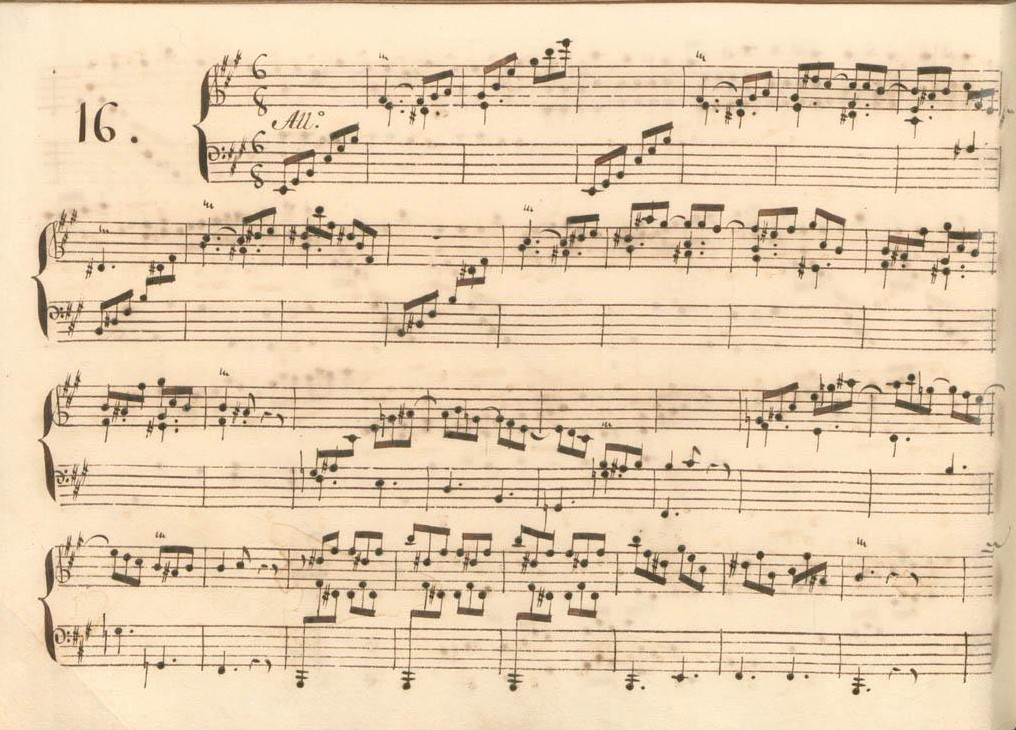
Début de la sonate, extraite du volume XI du manuscrit de Parme.

Le manuscrit principal est le numéro 16 du volume IX (Ms. 9780) de Venise (1754), copié pour Maria Barbara ; les autres sont Parme XI 16 (Ms. A. G. 31416), Münster (D-MÜp) III 48 (Sant Hs 3966) et Vienne E 43 (VII 28011 E).

## Interprètes
La sonate K. 403 est défendue : 
- au piano, notamment par András Schiff (1987, Decca), Beatrice Long (1996, Naxos, vol. 4), Christian Zacharias (2002, MDG), Carlo Grante (2013, Music & Arts, vol. 4) ;
- au clavecin par Ralph Kirkpatrick (1954, Sony), Blandine Verlet (1976, Philips), Scott Ross (1985, Erato)[3], Richard Lester (2003, Nimbus, vol. 4), Pieter-Jan Belder (Brilliant Classics, vol. 9) et Pierre Hantaï (2015, Mirare).

Emilia Fadini la joue au piano-forte (2002, Stradivarius) et Eduardo Fernández en a donné une transcription pour guitare qu'il a enregistrée pour le label Decca (1993). Godelieve Schrama l'a enregistrée à la harpe (1997, Challenge Classics/Brilliant Classics)

## Sources
: document utilisé comme source pour la rédaction de cet article.
- Ralph Kirkpatrick (trad. de l'anglais par Dennis Collins), Domenico Scarlatti, Paris, Lattès, coll. « Musique et Musiciens », 1982 (1re éd. 1953 (en)), 493 p. (ISBN 978-2-7096-0118-4, OCLC 954954205, BNF 34689181).
- Alain de Chambure, « Domenico Scarlatti : Intégrale des sonates — Scott Ross », Erato (2564-62092-2), 1985 (OCLC 891183737) .